# عثمان کاوالا
عثمان کاوالا (ترکی استانبولی: Osman Kavala (زادهٔ ۲ اکتبر ۱۹۵۷) یک تاجر، فعال، نیکوکار و زندانی سیاسی ترک است. کاوالا از اوایل دهه ۱۹۹۰ از بسیاری از سازمان‌های جامعه مدنی حمایت کرده‌است. او بنیانگذار و رئیس هیئت مدیره آنادُلو کولتور، یک سازمان غیرانتفاعی هنری و فرهنگی مستقر در استانبول است. در سال ۲۰۱۹ او بیست و یکمین جایزه میراث باستان‌شناسی اروپا را از انجمن باستان‌شناسان اروپا به دلیل تلاش‌هایش برای حفاظت و حفظ نمونه‌های مهم میراث فرهنگی در خطر در ترکیه دریافت کرد. او همچنین در سال ۲۰۱۹ هفدهمین جایزه آزادی اندیشه و بیان Ayşenur Zarakolu را توسط انجمن حقوق بشر شعبه استانبول دریافت کرد.

## دستگیری و پرونده قضایی
در ۱۸ اکتبر ۲۰۱۷ عثمان کاوالا در فرودگاه بین‌المللی آتاترک استانبول پس از بازدید از غازی عینتاب برای یک پروژه مشترک با مؤسسه گوته بازداشت شد. در ۲۵ اکتبر ۲۰۱۷ روزنامه دیلی صباح، نزدیک به دولت اردوغان، او را متهم کرد که یک تاجر سرمایه‌دار با سابقه‌ای مبهم و در ارتباط با گروه تروریستی گولنیست (FETÖ) است.

## حبس ابد
در آوریل ۲۰۲۲ دادگاهی در ترکیه، عثمان کاوالا را به دلیل مشارکت در تظاهرات ضددولتی سال ۲۰۱۳ و کودتای نافرجام ۲۰۱۶ به حبس ابد محکوم کرد. عثمان کاوالا این اتهام‌ها را رد کرده و دولت ترکیه را به سوء قصد قضایی علیه خود متهم کرد.
همچنین دادگاه حقوق بشر اروپا دلایل دادگاه ترکیه را رد کرد و خواهان آزادی عثمان کاوالا شد و هدف از مطرح شدن این اتهام‌ها را ساکت کردن او و دیگر کنشگران حقوق بشر عنوان کرد.